# Équipe des Tonga de rugby à XV à la Coupe du monde 2003
L'équipe des Tonga a terminé cinquième de poule et n'a pas participé à la phase finale de la Coupe du monde de rugby 2003. Elle fut cinquième en poule après avoir perdu tous les matchs disputés.

## Résultats
|                  | MJ | V | N | D | PP  | PC  | PB | Pts |
| ---------------- | -- | - | - | - | --- | --- | -- | --- |
| Nouvelle-Zélande | 4  | 4 | 0 | 0 | 282 | 57  | 4  | 20  |
| Galles           | 4  | 3 | 0 | 1 | 132 | 98  | 2  | 14  |
| Italie           | 4  | 2 | 0 | 2 | 77  | 123 | 0  | 8   |
| Canada           | 4  | 1 | 0 | 3 | 54  | 135 | 1  | 5   |
| Tonga            | 4  | 0 | 0 | 4 | 46  | 178 | 0  | 0   |

|  |  | Résultats - 15 octobre : Italie 36-12 Tonga - 19 octobre : Galles 27-20 Tonga - 24 octobre : Nouvelle-Zélande 91-7 Tonga - 29 octobre : Canada 24-7 Tonga |

## L'équipe du Tonga cinquième (et éliminée) en match de poule
Les joueurs suivants ont joué pendant cette coupe du monde 2003.

### Première ligne
- Heamani Lavaka (4 matchs, 2 comme titulaire)
- Tonga Lea'aetoa (4 matchs, 2 comme titulaire)
- Viliami Ma'asi (4 matchs, 2 comme titulaire)
- Kisi Pulu (3 matchs, 2 comme titulaire)
- Ephraim Taukafa (4 matchs, 2 comme titulaire)
- Kafalosi Tonga (1 match, 0 comme titulaire)

### Deuxième ligne
- Inoke Afeaki (2 matchs, 2 comme titulaire) 2 fois capitaine
- Milton Ngauamo (4 matchs, 2 comme titulaire)
- Viliami Vaki (4 matchs, 3 comme titulaire)

### Troisième ligne
- Stanley Afeaki (3 matchs, 2 comme titulaire)
- Ipolito Fenukitau (4 matchs, 4 comme titulaire)
- Benhur Kivalu (4 matchs, 4 comme titulaire; 2 comme capitaine)
- Edward Langi (1 match, 0 comme titulaire)
- Saia Latu (4 matchs, 2 comme titulaire)
- Nisifolo Naufahu (2 matchs, 1 comme titulaire)
- Sione Tu'amoheloa (1 match, 1 comme titulaire)

### Demi de mêlée
- Sililo Martens (4 matchs, 4 comme titulaire)
- David Palu (1 match, 0 comme titulaire)
- Toni Alatini (0 match)

### Demi d’ouverture
- Pierre Hola (4 matchs, 4 comme titulaire)
- Sateki Tuipulotu (2 matchs, 1 comme titulaire)

### Trois-quarts centre
- Suka Hufanga (3 matchs, 2 comme titulaire)
- Gus Leger (3 matchs, 2 comme titulaire)
- Johnny Ngauamo (2 matchs, 1 comme titulaire)
- John Payne (4 matchs, 4 comme titulaire)

### Trois-quarts aile
- Pila Fifita (1 match, 1 comme titulaire)
- Sione Fonua (4 matchs, 4 comme titulaire)
- Tevita Tu'ifua (3 matchs, 3 comme titulaire)

### Arrière
- Sila Va'enuku (3 matchs, 2 comme titulaire)
- Lisiate 'Ulufonua (0 match)

### Meilleur réalisateur
- Pierre Hola 17 points

### Meilleur marqueur d'essais
- Pierre Hola 2 essais